# Dalian 4250
Dalian 4250, auch Jiangsu 4250 ist ein Schiffstyp von Containerschiffen des chinesischen Schiffbauunternehmens Dalian Shipbuilding.

## Geschichte

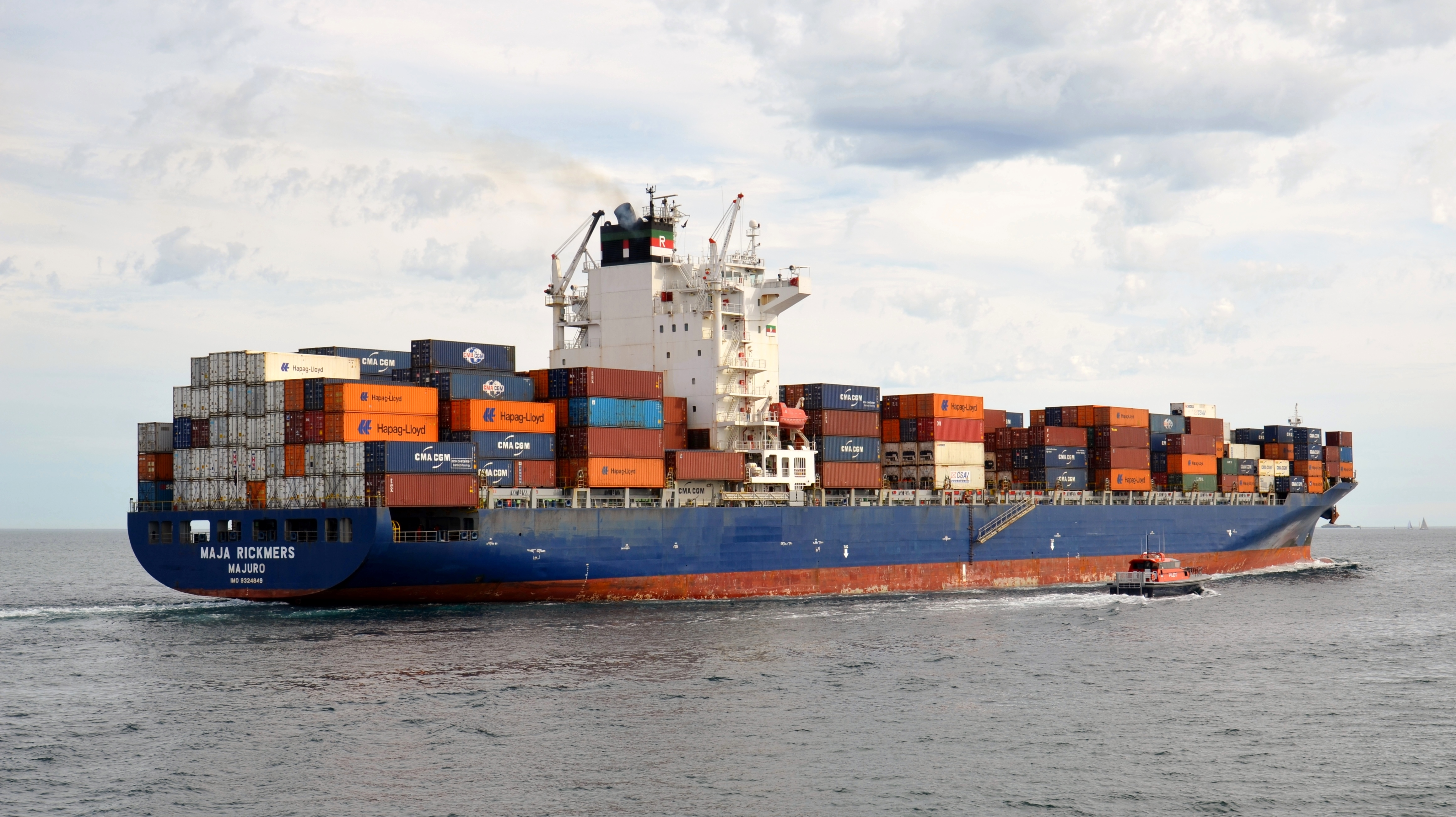
Heckansicht der Maja Rickmers

Der Dalian-4250-Entwurf wurde bei Dalian Shipbuilding in Dalian durchgeführt. Die Schiffe entstanden auf den konzerneigenen Werften Dalian Shipyard (Dalian Shipbuilding Ind - No. 1) und Dalian New Shipyard (Dalian Shipbuilding Ind - No. 2) in Dalian sowie bei Jiangsu New Yangzijiang Shipyard in Jingjiang. Der Schiffstyp war in seinem Marktsegment sehr erfolgreich. Größere Serien des Typs wurden jeweils von China Shipping Container Lines, Rickmers Reederei und Pacific International Lines in Auftrag gegeben, andere Reedereien orderten kleinere Serien. Aus dem Typ Dalian 4250 entwickelte die Werft den Typ Dalian 4300 mit geringfügig höherer Stellplatzkapazität. Durch den Abschluss der Erweiterung des Panamakanals ließ das Interesse an Schiffen dieser Größe nach. In der Folge wurden im November 2016 und im Januar 2017 mit der India Rickmers und der Hammonia Grenada nacheinander zwei Schiffe der Baureihe als jeweils jüngste jemals zum Abbruch verkaufte voll einsatzfähige Containerschiffe gemeldet.

## Beschreibung
Die Dalian-4250-Einheiten sind Vollcontainerschiffe mit etwa vier Fünftel achtern über der Maschinenanlage angeordneten Aufbauten. Sieben der mit Cellguides versehenen Laderäume befinden sich vor dem Deckshaus und einer dahinter. Die Luken werden mit Pontonlukendeckeln verschlossen. Die Containerstellplatzkapazität liegt bei maximal 4250 TEU, bei einer gleichmäßigen Beladung mit 14 Tonnen schweren Containern liegt der Wert bei 2816 TEU. An Bord der Schiffe können je nach Bauausführung 400 bis 700 Integral-Kühlcontainer versorgt werden. Die Schiffe verfügen über kein eigenes Ladegeschirr.
Die Antriebsanlage besteht aus einem Zweitakt-Dieselmotor der Typen MAN B&W 8K90MC-C und 9K90MC-C mit einer Leistung von jeweils etwa 36.500 Kilowatt. Der Motor wirkt direkt auf einen Festpropeller und verhilft den Schiffen zu einer Geschwindigkeit von 24 Knoten.

## Die Schiffe (Auswahl)
| Dalian 4250-TEU-Typ | Dalian 4250-TEU-Typ   | Dalian 4250-TEU-Typ | Dalian 4250-TEU-Typ | Dalian 4250-TEU-Typ                       | Dalian 4250-TEU-Typ |
| Bauname             | Bauwerft/Baunummer    | IMO-Nummer          | Indienststellung    | Auftraggeber                              | Umbenennungen und Verbleib |
| ------------------- | --------------------- | ------------------- | ------------------- | ----------------------------------------- | --- |
| Xin Fang Cheng      | Dalian No. 2/c4250-1  | 9309930             | 28. Juli 2005       | China Shipping Container Lines            | so in Fahrt |
| Xin Shan Tou        | Dalian No. 2/c4250-2  | 9309942             | 19. September 2005  | China Shipping Container Lines            | so in Fahrt |
| Xin Hai Kou         | Dalian No. 2/c4250-3  | 9309954             | 21. September 2005  | China Shipping Container Lines            | so in Fahrt |
| Xin Bei Lun         | Dalian No. 2/c4250-4  | 9309966             | 12. Oktober 2005    | China Shipping Container Lines            | so in Fahrt |
| Xin Chang Sha       | Dalian No. 2/c4250-5  | 9312559             | 12. November 2005   | China Shipping Container Lines            | so in Fahrt |
| Xin Ri Zhao         | Dalian No. 2/c4250-6  | 9312561             | 22. November 2005   | China Shipping Container Lines            | so in Fahrt |
| Xin Wei Hai         | Dalian No. 2/c4250-7  | 9312573             | 3. Januar 2006      | China Shipping Container Lines            | so in Fahrt |
| ZIM Xiamen          | Dalian No. 2/c4250-8  | 9318151             | 6. Juni 2006        | Zodiac Maritime, London                   | 2017: Xiamen, in Fahrt |
| ZIM Qingdao         | Dalian No. 2/c4250-9  | 9318163             | 31. August 2006     | Zim Integrated Shipping Services, Haifa   | 2023: Quingdao Star, so in Fahrt                                                                                                 |
| Kota Lagu           | Dalian No. 2/c4250-12 | 9322308             | 28. November 2006   | Pacific International Lines, Singapur     | so in Fahrt |
| ZIM Livorno         | Dalian No. 2/c4250-10 | 9318175             | 30. November 2006   | Zim Integrated Shipping Services, Haifa   | 2017: Livorno, 2019: X-Press Kilimanjaro, 2023: Kilimanjaro, 2024: MSC Kilimanjaro IV, in Fahrt                                  |
| Kota Lahir          | Dalian No. 2/c4250-13 | 9322310             | 12. Dezember 2006   | Pacific International Lines, Singapur     | 2020: TS Ningbo, so in Fahrt |
| Vicki Rickmers      | Dalian/c4250-1        | 9324837             | 29. Januar 2007     | Rickmers Maritime, Singapur               | 2007: ANL Warringa, 2016: Vicki Rickmers, 2017: Navios Vermilion, in Fahrt                                                       |
| CMA CGM Indigo      | Dalian/c4250-2        | 9324849             | 9. März 2007        | Rickmers Maritime, Singapur               | 2007: Maja Rickmers, 2007: ANL Windarra, 2016: Maja Rickmers, 2016 aufgelegt, 2017: Navios Amarillo                              |
| Kota Laju           | Dalian No. 2/c4250-20 | 9340752             | 20. März 2007       | Pacific International Lines, Singapur     | 2020: Zamata Express, 2022: Number 9, 2024: Phen Basin, so in Fahrt                                                              |
| Kota Latif          | Dalian No. 2/c4250-21 | 9340764             | 17. April 2007      | Pacific International Lines, Singapur     | 2022: Matson Maui, so in Fahrt                                                                                                   |
| ZIM Genova          | Dalian No. 2/c4250-11 | 9318187             | 25. April 2007      | Bank Circus Maritime, Haifa               | 2018: Genova, 2022: MSC Cagliari IV, so in Fahrt                                                                                 |
| ZIM Shekou          | Dalian No. 1/c4250-14 | 9322322             | 14. Mai 2007        | Bank Circus Maritime, Haifa               | 2023: Shekou Star, so in Fahrt                                                                                                   |
| Marte Rickmers      | Dalian/c4250-3        | 9324851             | 11. Juli 2007       | Rickmers Maritime, Singapur               | 2007: CMA CGM Azure, 2017: Marte Rickmers, 2017: Navios Azure, so in Fahrt                                                       |
| Pearl River I       | Dalian No. 1/c4250-15 | 9322334             | 8. August 2007      | Bank Circus Maritime, Haifa               | 2007: ZIM Vancouver, 2007: Pearl River I, 2012: ZIM Vancouver, 2023: Vancouver Star, so in Fahrt                                 |
| ZIM Yokohama        | Dalian No. 2/c4250-16 | 9322346             | 20. August 2007     | Zim Integrated Shipping Services, Haifa   | 2009: Yokohama, 2012: ZIM Yokohama, 2023: Yokohama Star, so in Fahrt                                                             |
| Laranna Rickmers    | Dalian/c4250-4        | 9324863             | 1. Oktober 2007     | Rickmers Maritime, Singapur               | 2007: CMA CGM Purple, 2008: ANL Warrain, 2015: Laranna Rickmers, 2016 aufgelegt, 2017: Navios Verde                              |
| ZIM India           | Dalian No. 2/c4250-17 | 9322358             | 31. Oktober 2007    | Zodiac Maritime, London                   | 2018: Jackson Bay, 2023: CMA CGM Valencia, so in Fahrt                                                                           |
| Sabine Rickmers     | Dalian/c4250-5        | 9324875             | 5. Dezember 2007    | Rickmers Maritime, Singapur               | 2007: CMA CGM Jade, 2016: Sabine Rickmers, 2016 aufgelegt, 2017: Navios Indigo                                                   |
| Erwin Rickmers      | Dalian/c4250-6        | 9334143             | 28. Dezember 2007   | Rickmers Maritime, Singapur               | 2007: CMA CGM Onyx, 2016: Erwin Rickmers, 2016 aufgelegt, 2017: Navios Amaranth, 2022: Matson Lanai                              |
| Olympia Rickmers    | Dalian/c4250-7        | 9334155             | 7. März 2008        | Rickmers Maritime, Singapur               | im Bau an ANL Container Line ANL Wyong, so in Fahrt                                                                              |
| Xin Ying Kou        | Dalian New/c4250-18   | 9312585             | 12. März 2008       | China Shipping Container Lines            | so in Fahrt |
| Sui An Rickmers     | Dalian/c4250-8        | 9334167             | 24. April 2008      | Rickmers Maritime, Singapur               | im Bau an ANL Container Line ANL Wangaratta, so in Fahrt                                                                         |
| Kota Lambai         | Dalian/c4250-22       | 9351024             | 10. Juni 2008       | Pacific International Lines, Singapur     | so in Fahrt |
| Olympia Rickmers    | Dalian/c4250-46       | 9478494             | 10. Juni 2008       | Rickmers Maritime, Singapur               | 2008: MOL Dominance, 2018: Navios Domino, so in Fahrt                                                                            |
| Kota Lambang        | Dalian/c4250-23       | 9351036             | 28. Juni 2008       | Pacific International Lines, Singapur     | so in Fahrt |
| Xin Tai Cang        | Dalian/c4250-26       | 9320465             | 7. Juli 2008        | China Shipping Container Lines            | so in Fahrt |
| Xin Dan Dong        | Dalian New/c4250-19   | 9312597             | 12. Juli 2008       | China Shipping Container Lines            | so in Fahrt |
| Xin Yang Pu         | Dalian/c4250-27       | 9320477             | 22. Juli 2008       | China Shipping Container Lines            | so in Fahrt |
| Sui An Rickmers     | Dalian/c4250-9        | 9352391             | 4. September 2008   | Rickmers Maritime, Singapur               | 2008: MOL Dedication, 2018 Navios Dedication, 2021: Wadi Bani Khalid, so in Fahrt                                                |
| Xin Wu Han          | Dalian/c4250-28       | 9328596             | 20. Oktober 2008    | China Shipping Container Lines            | so in Fahrt |
| PST Valour          | Dalian/c4250-24       | 9351048             | 15. September 2008  | Pacific International Lines, Singapur     | 2008: CSAV Laja, 2013: Kota Laris, so in Fahrt                                                                                   |
| Xin Zhang Zhou      | Dalian/c4250-29       | 9328601             | 1. November 2008    | China Shipping Container Lines            | so in Fahrt |
| PST Victory         | Dalian/c4250-25       | 9351050             | 11. November 2008   | Pacific International Lines, Singapur     | 2008: CSAV Lauca, 2013: Kota Lazim, 2021: Interasia Horizon, so in Fahrt                                                         |
| Pingel Rickmers     | Dalian/c4250-10       | 9352406             | 12. November 2008   | Rickmers Maritime, Singapur               | 2008: MOL Delight, 2018: Navios Delight, 2023: Matson Oahu, so in Fahrt                                                          |
| Kota Lawa           | Dalian/c4250-42       | 9439709             | 22. Dezember 2008   | Pacific International Lines, Singapur     | so in Fahrt |
| Ebba Rickmers       | Dalian/c4250-11       | 9352418             | 6. Januar 2009      | Rickmers Maritime, Singapur               | 2009: MOL Destiny, 2018: Navios Destiny, so in Fahrt                                                                             |
| Clan Rickmers       | Dalian/c4250-12       | 9352420             | 25. März 2009       | Rickmers Maritime, Singapur               | 2009: MOL Devotion, 2018: Navios Devotion, so in Fahrt                                                                           |
| India Rickmers      | Jiangsu/2006-737C     | 9404194             | 1. April 2009       | Rickmers Maritime, Singapur               | 2009: Hanjin Newport, 2016: India Rickmers, 2017: India Rickmers I, Abbruch in Alang                                             |
| Rudolf Schepers     | Jiangsu/2006-741C     | 9431719             | 9. April 2009       | Reederei Rudolf Schepers, Bad Zwischenahn | 2017: Arkas Africa, 2018: ALS Juno, 2022: ZIM Iberia, so in Fahrt                                                                |
| Kota Layar          | Dalian/c4250-43       | 9439711             | 22. April 2009      | Pacific International Lines, Singapur     | 2020: Interasia Catalyst, so in Fahrt                                                                                            |
| Kota Layang         | Dalian/c4250-47       | 9439759             | 27. April 2009      | Pacific International Lines, Singapur     | so in Fahrt |
| CSAV Loncomilla     | Jiangsu/2007-767C     | 9437385             | 24. April 2009      | Seaspan Corporation, Majuro               | 2016: Seaspan Loncomilla, 2024: Loncomilla, so in Fahrt                                                                          |
| CSAV Lumaco         | Jiangsu/2007-768C     | 9443487             | 11. Mai 2009        | Seaspan, Vancouver                        | 2016: Seaspan Lumaco, so in Fahrt                                                                                                |
| Elisbeth-S.         | Jiangsu/2006-742C     | 9418652             | 8. September 2009   | Reederei Rudolf Schepers, Bad Zwischenahn | 2009: CSAV Lanalhue, 2014: Elisbeth-S., 2019: Lisa, so in Fahrt                                                                  |
| Pingel Rickmers     | Jiangsu/2006-738C     | 9431680             | 30. September 2009  | Rickmers Maritime, Singapur               | 2009: Sui Tai Rickmers, 2009: Hanjin Milano, 2016: Milano, 2017: Navios Lapis                                                    |
| Tanja Rickmers      | Jiangsu/2006-739C     | 9431692             | 30. November 2009   | Rickmers Maritime, Singapur               | 2009: Hanjin Duesseldorf, 2016: Tanja Rickmers, 2020: Tanja Star, 2021: Tanja, so in Fahrt                                       |
| Hammonia Calabria   | Jiangsu/2007-775C     | 9477309             | 5. Januar 2010      | Hammonia Reederei, Hamburg                | 2010: CSAV La Ligua, 2014: Hammonia Calabria, 2017: Songa Calabria, 2021: AS Emma, 2023: MSC Beira IV, so in Fahrt               |
| Hammonia Grenada    | Jiangsu/2007-776C     | 9477311             | 13. Januar 2010     | Hammonia Reederei, Hamburg                | 2010: CSAV Laraquete, 2015: Hammonia Grenada, 2017: Grenada, am 30. Januar 2017 in Chittagong zum Abbruch auf den Strand gesetzt |
| Jules Verne         | Jiangsu/2006-743C     | 9404209             | 18. Januar 2010     | Norddeutsche Reederei H. Schuldt, Hamburg | 2010: CSAV Lluta, 2014: Jules Verne, 2017: Navios Tempo, so in Fahrt                                                             |
| Joseph Conrad       | Jiangsu/2006-744C     | 9431800             | 21. Januar 2010     | Norddeutsche Reederei H. Schuldt, Hamburg | 2010: CSAV Llanquihue, 2015: Joseph Conrad, 2016: Spirit of Lisbon, 2023: CMA CGM Lisbon, so in Fahrt                            |
| Schliemi Rickmers   | Jiangsu/2006-740C     | 9431707             | 2. Februar 2010     | Rickmers Maritime, Singapur               | 2010: Hanjin Montevideo, 2016: Schliemi Rickmers, 2018: Niledutch Okapi, 2019: Navios Dorado, so in Fahrt                        |
| Lena-S.             | Jiangsu/2006-745C     | 9431757             | 14. Februar 2010    | Reederei Rudolf Schepers, Bad Zwischenahn | 2010: APL Indonesia, 2015: Lena-S., 2018: ALS Juventus, 2021: CMA CGM Caimep, so in Fahrt                                        |
| Kota Langsar        | Dalian No. 1/c4250-44 | 9439735             | 18. Mai 2010        | Pacific International Lines, Singapur     | 2021: MSC Langsar, so in Fahrt                                                                                                   |
| Bernhard-S.         | Jiangsu/2006-746C     | 9431769             | 20. Mai 2010        | Reederei Rudolf Schepers, Bad Zwischenahn | 2010: APL Sri Lanka, 2014: Sri Lanka, 2016: Bernhard S., 2018: ALS Jupiter, 2021: Androusa, so in Fahrt                          |
| Kota Lukis          | Dalian No. 1/c4250-45 | 9439747             | 25. Mai 2010        | Pacific International Lines, Singapur     | so in Fahrt |
| Kota Lumayan        | Dalian No. 1/c4250-49 | 9494541             | 18. Juni 2010       | Pacific International Lines, Singapur     | so in Fahrt |
| Kota Lumba          | Dalian No. 1/c4250-48 | 9439761             | 9. Juli 2010        | Pacific International Lines, Singapur     | so in Fahrt |
| Jack London         | Jiangsu/2006-747C     | 9431812             | 13. Juli 2010       | Norddeutsche Reederei H. Schuldt, Hamburg | 2010: APL Melbourne, 2015: Jack London, so in Fahrt                                                                              |
| Barbara Rickmers    | Jiangsu/2006-787C     | 9471202             | 11. August 2010     | Rickmers Maritime, Singapur               | 2010: ZIM Constanza, 2022: Constanza, 2022: CMA CGM Constanza, so in Fahrt                                                       |
| Wolfgang Rickmers   | Jiangsu/2006-788C     | 9471214             | 25. August 2010     | Rickmers Maritime, Singapur               | 2011: ZIM Tarragona, 2022: Tarragona, 2022: CMA CGM Tarragona, so in Fahrt                                                       |
| Jonathan Swift      | Jiangsu/2006-748C     | 9431824             | 2. November 2010    | Norddeutsche Reederei H. Schuldt, Hamburg | 2010: APL Shanghai, 2015: Jonathan Swift, so in Fahrt                                                                            |
| ZIM Alabama         | Jiangsu/2006-789C     | 9322346             | 20. Dezember 2010   | Zim Integrated Shipping Services, Haifa   | 2009: Yokohama, 2012: ZIM Yokohama, 2023: Yokohama Star, so in Fahrt                                                             |
| Samuel Rickmers     | Jiangsu/2006-790C     | 9471238             | 7. Januar 2011      | Rickmers Maritime, Singapur               | 2011: ZIM Texas, 2019: Texas, 2021: MSC Shahar, so in Fahrt                                                                      |
| Bella Schulte       | Jiangsu/2007-798C     | 9453365             | 8. Dezember 2011    | Reederei Thomas Schulte, Hamburg          | 2017: Spyros V, so in Fahrt |
| COSCO Aden          | Jiangsu/2007-866C     | 9484003             | 5. April 2012       | COSCO Container Lines, Hongkong           | so in Fahrt |
| COSCO Houston       | Jiangsu/2007-868C     | 9484273             | 28. Mai 2012        | COSCO Container Lines, Hongkong           | so in Fahrt |
| Daten: Equasis      |                       |                     |                     |                                           | |